# Hilara anglodanica
Hilara anglodanica är en tvåvingeart som beskrevs av William Lundbeck 1913. Hilara anglodanica ingår i släktet Hilara, och familjen dansflugor. Arten är reproducerande i Sverige.